# Yézidis
 (septembre 2020).
Les Yézidis (en kurde : Êzîdî / ئێزیدی,) sont une minorité ethnique endogame parlant majoritairement le dialecte kurde kurmandji, originaire de la Mésopotamie supérieure. La majorité des Yézidis qui subsistent au Moyen-Orient vit aujourd'hui dans le nord de l'Irak, beaucoup moins en Syrie à cause de la persécution qu’ils ont vécue par Daesh, principalement dans les gouvernorats de Ninive et de Dohuk,. La religion yézidie est monothéiste et remonte aux anciennes religions mésopotamiennes,,.
En août 2014, les Yézidis ont été victimes d'un génocide par l'État islamique (Daesh) implanté en Irak et Syrie, dans le but d'éradiquer les influences ne faisant pas partie de leur groupe terroriste.

## Dénominations et étymologie

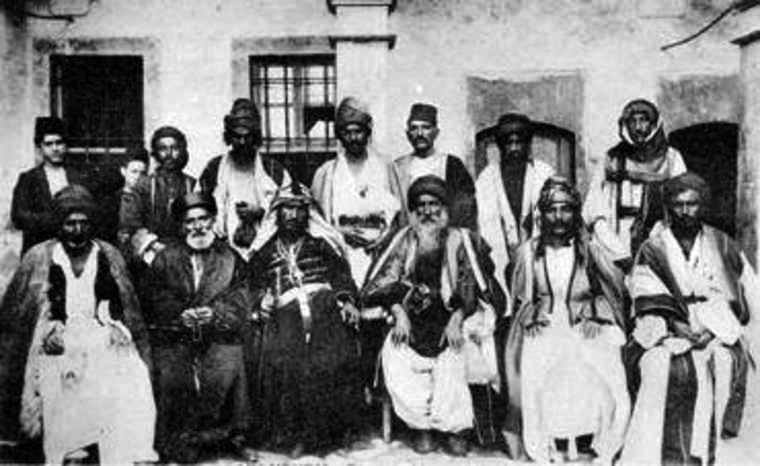
Des dirigeants yézidis rencontrent un ecclésiastique chaldéen (à croix pectorale) en Mésopotamie, au XIXe siècle.

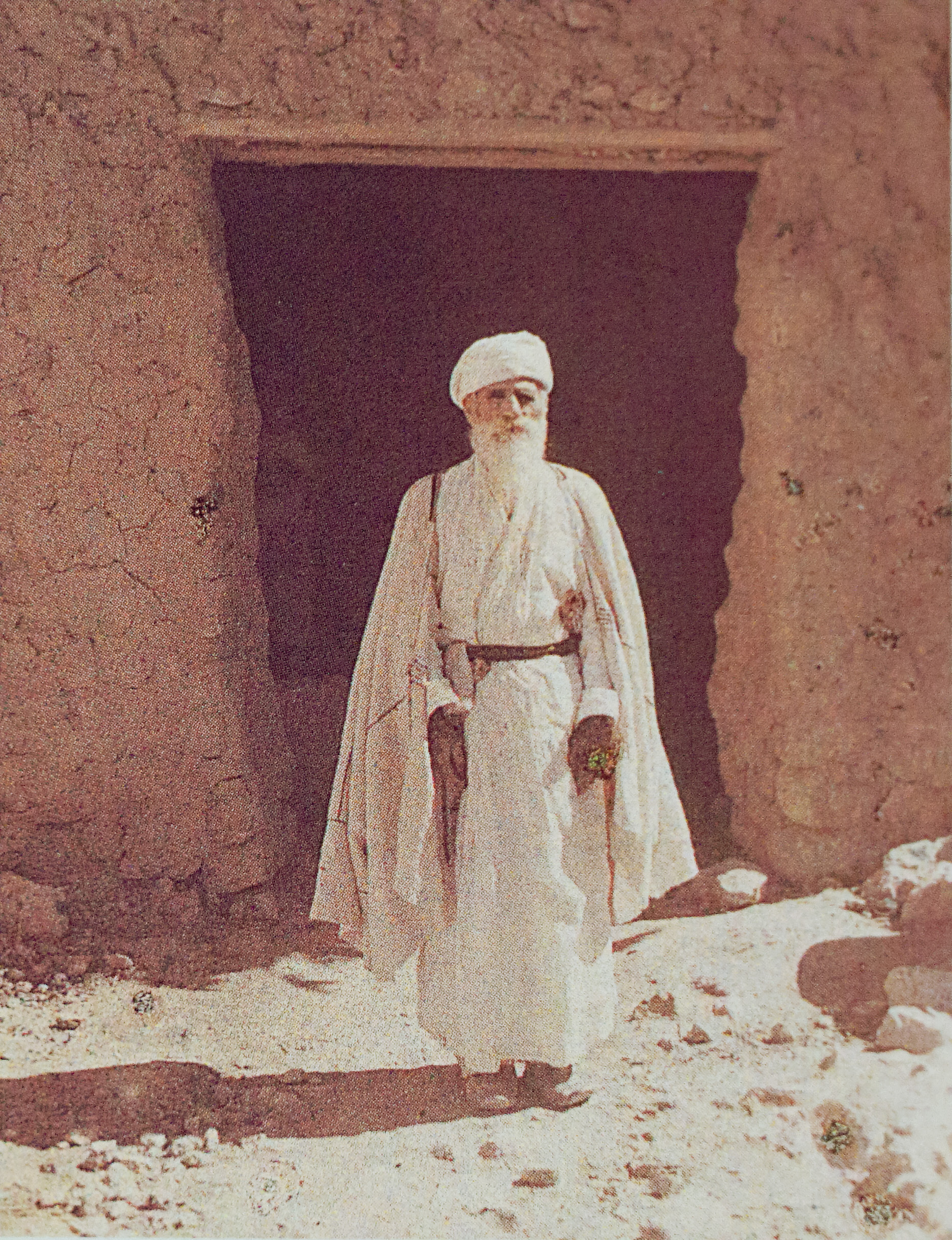
Chef yézidi à Bashiqa, photo d'Albert Kahn (1910).

Le nom par lequel les Yézidis s'auto-désignent est Êzîdî ou, dans certaines régions, Dasinî, bien que ce dernier soit, à proprement parler, un nom tribal.
Certains savants le tirent du vieux perse yazata et du moyen-perse yazad « être divin ». Une autre hypothèse le fait dériver de Ez dā (« m'a créé »). Les yézidis se réfèrent également à Xwedê ez dam (« Dieu m'a créé ») et à Em miletê ezdaîn (« Nous sommes la nation yézidie »).

## Origines
L'origine des Yézidis demeure mal connue.
Quoique les Yézidis parlent principalement le kurde, il y a désaccord sur la question de savoir si les Yézidis constituent une simple minorité religieuse de Kurdes ou un groupe ethno-religieux distinct.
En Arménie et en Irak, les Yézidis sont considérés comme étant un groupe ethnique distinct,,,.
Dans la région autonome du Kurdistan d'Irak, les Yézidis sont considérés comme un groupe ethnique kurde et la région autonome considère les Yézidis comme les « Kurdes d'origine ». La seule parlementaire yézidie au Parlement irakien, Vian Dakhil, a également déclaré son opposition à tout mouvement séparant les Yézidis des Kurdes. Aziz Tamoyan, le président de l'Union nationale yézidie ULE et de nombreux autres Yézidis indiquent que le terme yézidi est utilisé pour une nation et que leur langue s'appelle Ezdiki et leur religion Sharfadin’.
Les Yézidis sont également considérés comme étant d'ethnie kurde en Géorgie. L'Union soviétique a enregistré les Yézidis et les Kurdes comme deux groupes ethniques différents pour le recensement de 1926, mais a regroupé les deux en une seule ethnicité dans les recensements de 1931 à 1989. La chronique Sherefnameh de Sharaf Khan Bidlisi de 1597, cite sept des tribus kurdes comme étant au moins en partie yézidies, et les confédérations tribales kurdes comme contenant des sections yézidies substantielles.
Lors de ses voyages de recherche en 1895, l'anthropologue Ernest Chantre a rendu visite aux Yézidis dans la Turquie d'aujourd'hui et a rapporté que les Yézidis affirmaient que les Kurdes parlaient leur langue et non l'inverse.
Historiquement, il y a eu des persécutions contre les Yézidis de la part de certaines tribus kurdes et ces persécutions ont menacé à de nombreuses reprises l'existence des Yézidis en tant que groupe distinct,. Certains Yézidis ont dû se convertir à l'islam.

### Génétique
Les Assyriens et les Yézidis modernes du nord de l'Irak pourraient avoir une continuité génétique plus forte avec le peuple mésopotamien d'origine. Les populations assyriennes et yézidies du nord de l'Irak se seraient retrouvées au milieu d'un continuum génétique entre le Proche-Orient et le sud-est de l'Europe.

## Identité

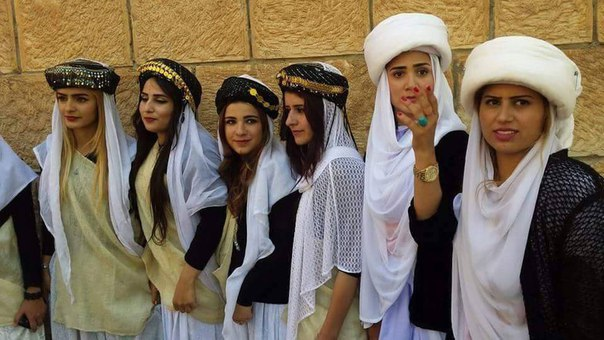
Filles yézidies en tenue traditionnelle.

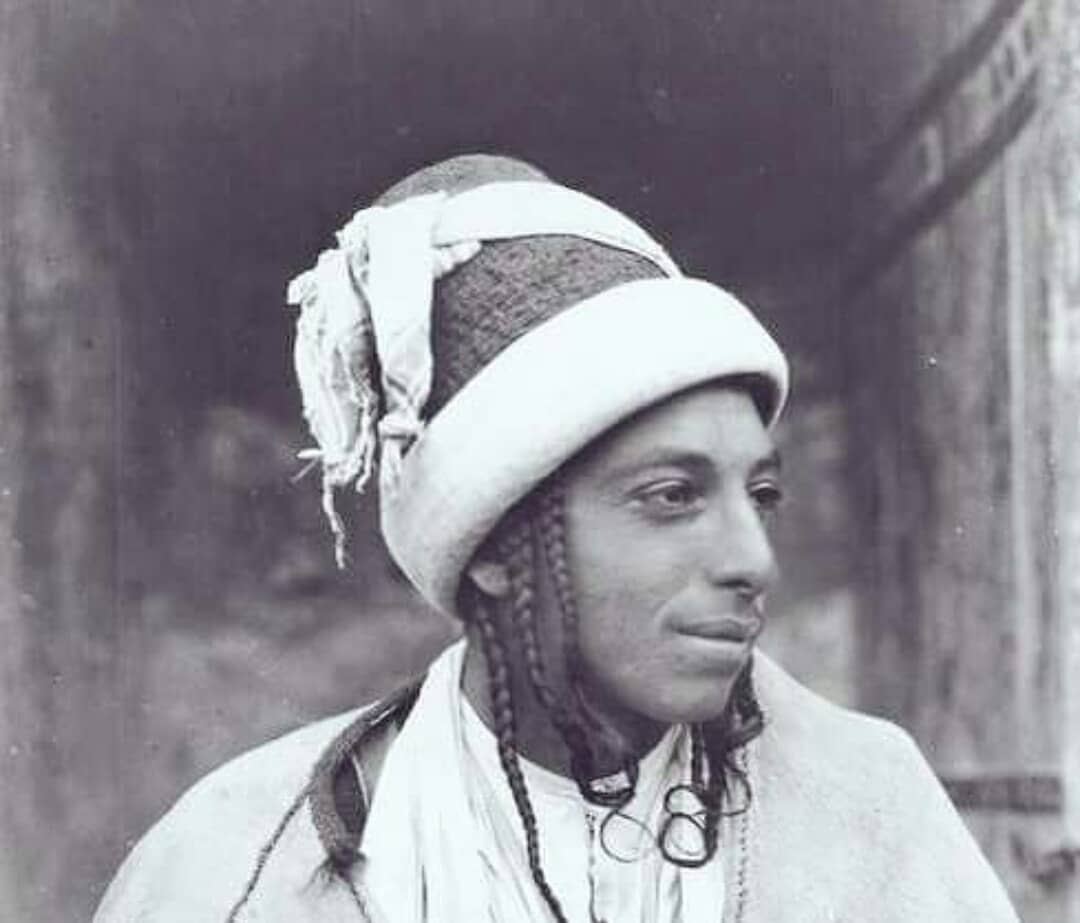
Garçon yézidi en vêtements traditionnels. À Sinjar, les hommes yézidis portaient des nattes.

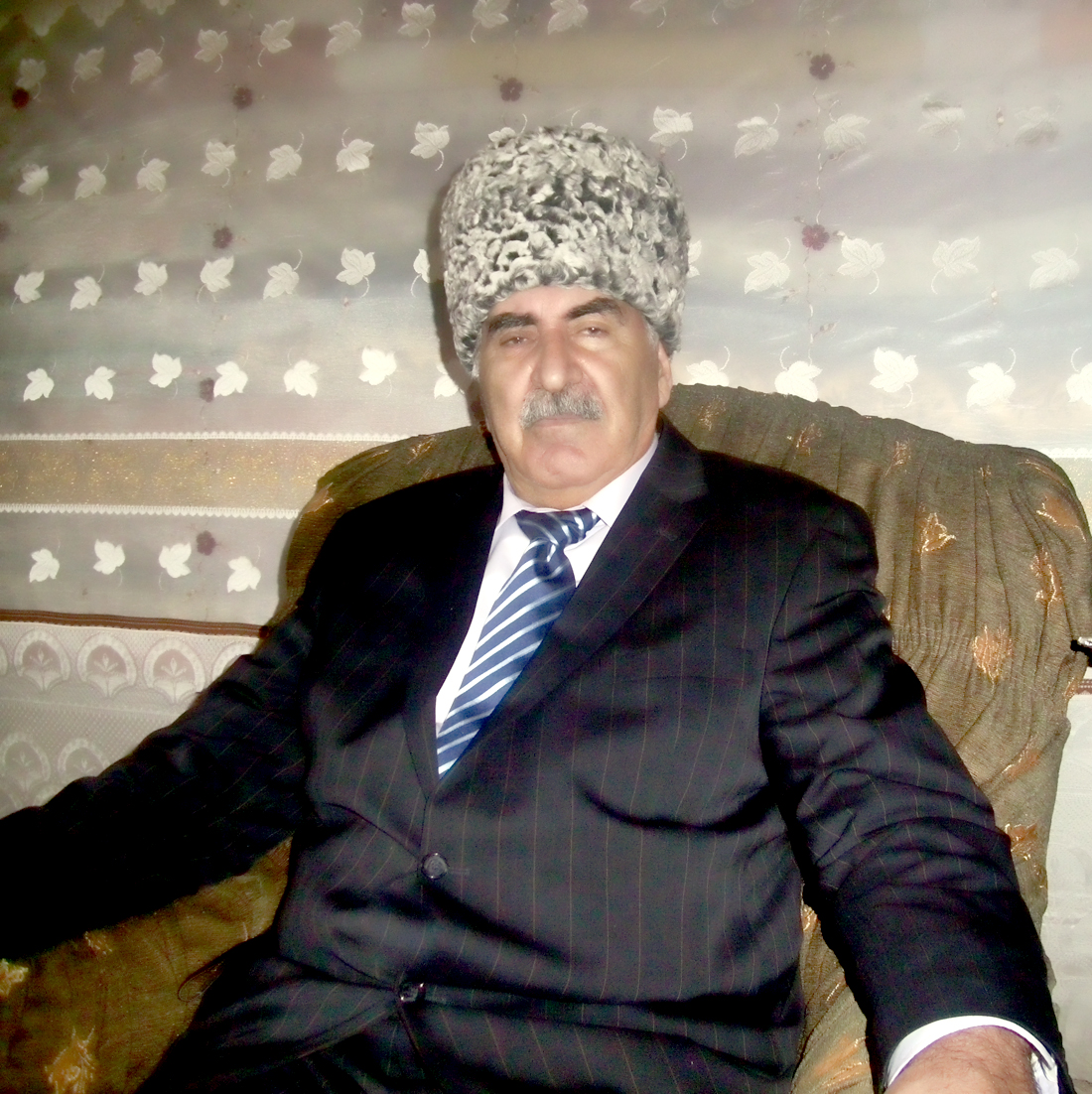
Aziz Tamoyan, le président de l'Union nationale yézidie ULE en Arménie.

Les pratiques culturelles yézidies s'observent dans le dialecte kurmandji, qui est également utilisé par presque toutes les traditions religieuses transmises oralement entre Yézidis. Cependant, les Yézidis de Bashiqa et de Bahzani parlent l'arabe comme langue maternelle. Les Yézidis forment une communauté endogame, ils ne se marient qu'avec d'autres Yézidis ; ceux qui épousent des non-Yézidis sont expulsés de leur famille et ne sont pas autorisés à se dire yézidis,.
Selon l'anthropologue arménien Levon Abrahamian, les Yézidis pensent généralement que les Kurdes musulmans ont trahi le yézidisme en se convertissant à l'islam, tandis que les Yézidis sont restés fidèles à la religion de leurs ancêtres.
Selon la chercheuse Victoria Arakelova, le yézidisme est un phénomène unique, l'une des illustrations les plus remarquables de l'identité ethno-religieuse.

## Religion
Le yézidisme est une foi monothéiste fondée sur la croyance en un Dieu unique, qui a créé le monde et l'a confié aux soins d'une Heptade de sept êtres saints, souvent connus sous le nom d'anges ou heft sirr (les sept mystères). Le plus important d'entre eux est Malek Taus (également connu sous le nom de Tawûsê Melek), l'ange paon, Traditionnellement, les Yézidis qui épousent des non-Yézidis sont considérés comme convertis à la religion de leur conjoint.

## Démographie
Historiquement, les Yézidis vivaient principalement dans les communautés situées de nos jours dans l'actuelle Irak, en Turquie et en Syrie et se retrouvaient en nombre important en Arménie et en Géorgie. Cependant, les événements survenus depuis la fin du XXe siècle ont entraîné un changement démographique considérable dans ces régions, ainsi qu'une émigration massive. Par conséquent, les estimations de la population ne sont pas claires dans de nombreuses régions et les estimations de la taille de la population totale varient.

### Irak
De nos jours, la majorité de la population yézidie vit en Irak, où elle constitue une importante communauté « minoritaire ». Les estimations de la taille de cette communauté varient considérablement : entre 70 000 et 500 000. Ils sont particulièrement concentrés dans le nord de l'Irak, dans le gouvernorat de Ninive. Les deux plus grands groupes se trouvent à Shekhan, au nord-est de Mossoul et à Sinjar, à la frontière syrienne à 80 kilomètres à l'ouest de Mossoul. À Shekhan se trouve le sanctuaire de Sheikh Adi ibn Musafir à Lalish. Au début des années 1900, la plupart de la population sédentaire du désert syrien était yézidie. Au cours du XXe siècle, la communauté Sheikhan a lutté pour la domination avec la communauté Sinjar plus conservatrice. Le profil démographique a probablement considérablement changé depuis le début de la guerre en Irak en 2003 et la chute du gouvernement de Saddam Hussein.
Traditionnellement, les Yézidis d'Irak vivaient isolés et avaient leurs propres villages. Cependant, nombre de leurs villages ont été détruits par le régime de Saddam. Les baasistes ont créé des villages collectifs et ont déplacé de force les Yézidis de leurs villages historiques qui ont été détruits.

Deux hommes yézidis lors des célébrations du nouvel an yézidi à Lalish, le 18 avril 2017.

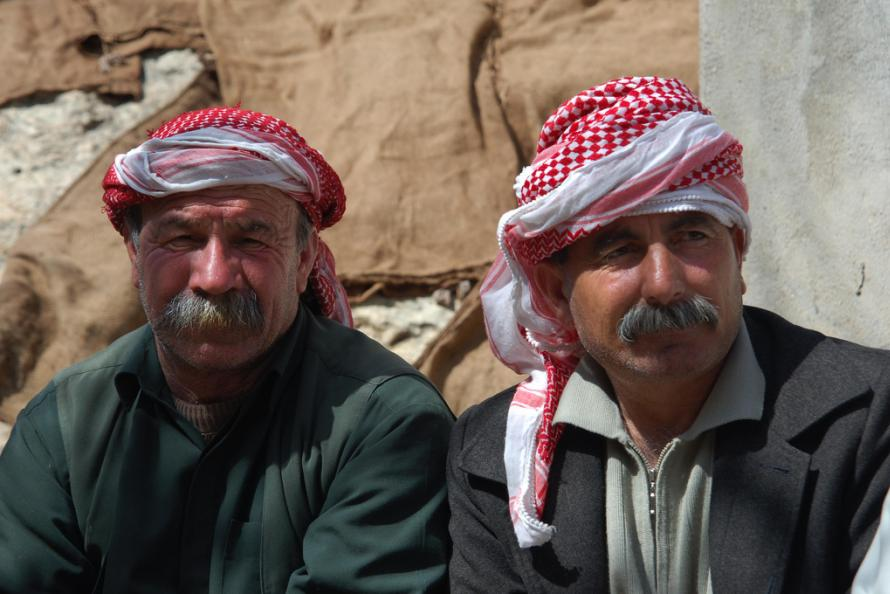
Hommes yézidis.

Selon Human Rights Watch, les Yézidis étaient sous le processus d'arabisation de Saddam Hussein entre 1970 et 2003. En 2009, certains Yézidis qui avaient vécu auparavant sous le processus d'arabisation de Saddam Hussein se sont plaints des tactiques politiques de la région du Kurdistan qui visaient à faire en sorte que les Yézidis s'identifient comme Kurdes. Un rapport de Human Rights Watch (HRW), en 2009, déclare que pour incorporer dans la région kurde des territoires qui sont contestés entre le gouvernement régional du Kurdistan (GRK) et le gouvernement central de Bagdad dans le nord de l'Irak - en particulier la province de Ninive -, les autorités du Parti démocratique du Kurdistan (PDK) avaient utilisé les ressources politiques et économiques du GRK pour que les Yézidis s'identifient comme Kurdes. Le rapport de HRW critique également des tactiques dures et sévères.

### Syrie
Les Yézidis de Syrie vivent principalement dans deux communautés, l'une dans la région d'Al-Jazira et l'autre dans le Kurd-Dagh. Les chiffres de population de la communauté syrienne yézidie ne sont pas clairs. En 1963, la communauté était estimée à environ 10 000 habitants, selon le recensement national, mais les chiffres pour 1987 n'étaient pas disponibles. Il pourrait y avoir entre 12 000 et 15 000 Yézidis en Syrie (2004) bien que plus de la moitié de la communauté ait émigré de Syrie depuis les années 1980. Les estimations sont encore compliquées par l'arrivée de pas moins de 50 000 réfugiés yézidis d'Irak durant la guerre d'Irak. Pendant le conflit syrien, la population yézidie est particulièrement visée par les terroristes de l’État islamique, des milliers de Yézidis étant tués ou portés disparus.

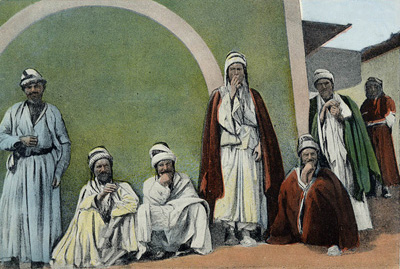
Hommes yézidis à Mardin, Turquie, fin du XIXe siècle.

### Géorgie
La population yézidie en Géorgie diminue depuis les années 1990, principalement en raison de la migration économique vers la Russie et l'Occident. Selon un recensement effectué en 1989, il y avait plus de 30 000 Yézidis en Géorgie ; selon le recensement de 2002, il ne restait qu'environ 18 000 Yézidis en Géorgie. Cependant, selon d'autres estimations, la communauté est passée d'environ 30 000 personnes à moins de 5 000 au cours des années 1990. Aujourd'hui, ils ne seraient à peine plus que 6 000 selon certaines estimations, y compris les réfugiés récents de Sinjar en Irak, qui ont fui vers la Géorgie après la persécution par l'EIIL.
Le 16 juin 2015, les Yézidis ont célébré l'ouverture d'un temple et d'un centre culturel en Géorgie portant le nom du sultan Ezid à Varketili, une banlieue de Tbilissi. C'est le troisième temple du genre au monde après ceux du Kurdistan irakien et d'Arménie.

### Arménie
Selon le recensement de 2011, il y a 35 272 Yézidis en Arménie, ce qui en fait le plus grand groupe ethnique minoritaire d'Arménie. Dix ans plus tôt, lors du recensement de 2001, 40 620 Yézidis étaient enregistrés en Arménie. Ils ont une forte présence dans la province d'Armavir. Les médias ont estimé que le nombre de Yézidis en Arménie se situait entre 30 000 et 50 000. La plupart d'entre eux sont les descendants de réfugiés qui ont fui en Arménie pour échapper aux persécutions qu'ils subissaient auparavant sous le régime ottoman, dont la vague de persécution qui s'est produite pendant le génocide arménien, lorsque de nombreux Arméniens ont trouvé refuge dans les villages yézidis.

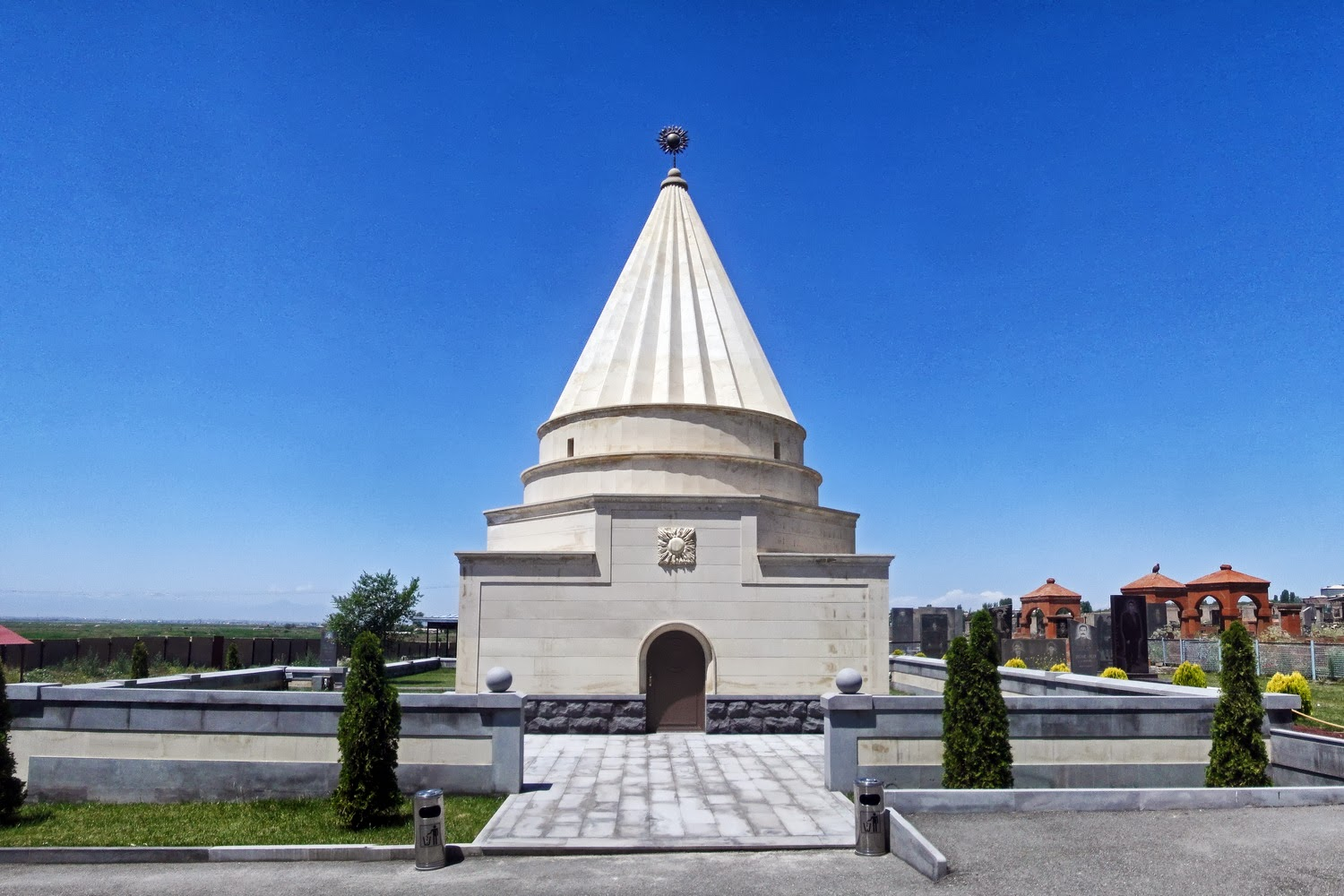
Le temple Ziarat à Aknalich, Arménie.

Il y a un temple yézidi appelé Ziarat dans le village d'Aknalich dans la région d' Armavir. Un nouveau temple yézidi est construit puis inauguré à Aknalich, le Quba Mêrê Dîwanê (en). Le temple devrait devenir le plus grand temple yézidi du monde et est financé par Mirza Sloian, un homme d'affaires yézidi basé à Moscou et originaire de la région d'Armavir.

### Turquie
À partir de la fin du XIXe siècle, une partie importante de la population autochtone yézidie de Turquie a fui le pays pour l'Arménie et la Géorgie actuelles. S'y ajoutent des communautés parties vivre en Russie et en Allemagne lors de la migration récente. La communauté yézidie de Turquie a décliné précipitamment au cours du XXe siècle. La plupart d'entre eux ont immigré en Europe, en particulier en Allemagne ; ceux qui restent résident principalement dans les villages de leur ancien cœur de Tur Abdin.

### Europe de l'Ouest
Cette émigration massive a abouti à l'établissement de grandes communautés de la diaspora yézidie à l'étranger. La plus importante est en Allemagne, qui a maintenant une communauté yézidie de plus de 200 000 personnes, principalement dans les länder de l'ouest (Rhénanie du Nord - Westphalie et Basse-Saxe), principalement à Hanovre, Bielefeld, Celle, Brême, Bad Oeynhausen, Pforzheim et Oldenburg, la plupart étant originaire de Turquie et, plus récemment, d'Irak. Depuis 2008 la Suède a connu une croissance considérable de sa communauté d'émigrants yézidis, qui est passée à environ 4 000 en 2010, et une communauté plus petite existe aux Pays-Bas. D'autres groupes de la diaspora yézidie vivent en Belgique, au Danemark, en France, en Suisse, au Royaume-Uni, aux États-Unis, au Canada et en Australie ; ceux-ci ont une population totale probablement inférieure à 5 000 habitants.

### Amérique du Nord
Une communauté yézidie s'est installée en tant que réfugiée aux États-Unis d'Amérique et au Canada. Beaucoup de Yézidis vivent maintenant à Lincoln, Nebraska,,, et Houston, Texas,,. On pense que, aux États-Unis, le Nebraska a la plus grande population de Yézidis (un nombre estimé d'au moins 10 000), par une durable immigration vers l'État dans le cadre de programmes d'installation de refugiés à partir de la fin des années 1990. De nombreux hommes de la communauté ont servi de traducteurs pour l'armée américaine lors des opérations militaires en Irak.

## Perceptions occidentales
Comme les Yézidis ont des croyances religieuses pour la plupart inconnues des étrangers, de nombreux non-Yézidis ont écrit et attribué à leurs croyances des faits d'une validité historique douteuse. Les Yézidis, peut-être à cause de leurs secrets, ont également une place dans l'occultisme moderne.

### Dans la littérature occidentale

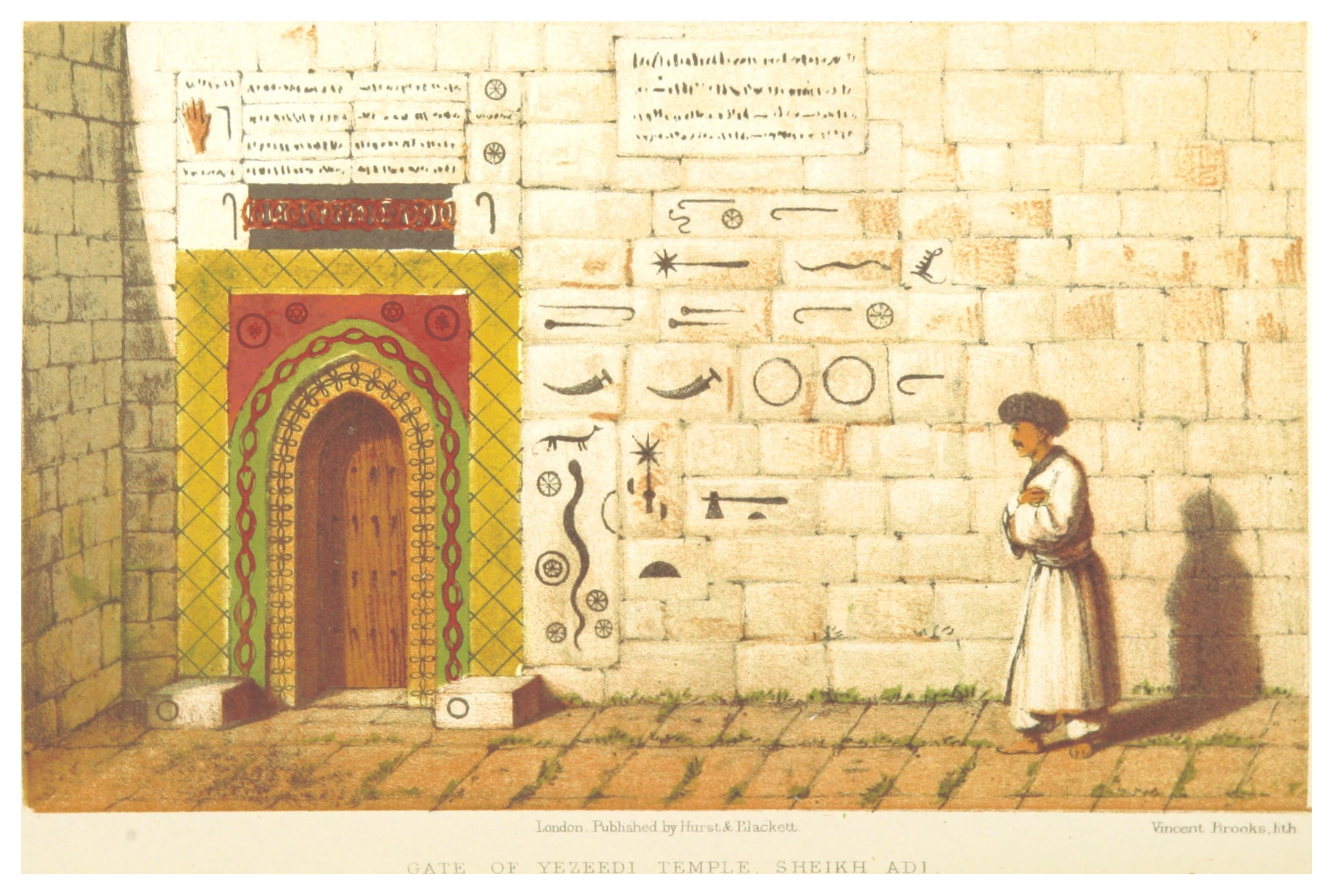
Image dUn voyage de Londres à Persépolis, en 1865.

Dans le livre de William Seabrook, Adventures in Arabia, la quatrième section, commençant par le chapitre 14, est consacrée aux Yézidis et est intitulée Among the Yezidees. Il les décrit comme « une secte mystérieuse dispersée dans tout l'Orient, la plus forte en Arabie du Nord, crainte et haïe à la fois par les musulmans et les chrétiens, parce qu'ils sont des "adorateurs de Satan" ». Dans les trois chapitres du livre, il décrit complètement la région, y compris le fait que ce territoire, dont leur ville la plus sainte de Sheik-Adi, ne faisait pas partie de « l'Irak ».
Georges Gurdjieff a écrit à plusieurs reprises sur ses rencontres avec les Yézidis dans son livre Rencontres avec des hommes remarquables, en mentionnant qu'ils sont considérés comme des « adorateurs du diable » par d'autres ethnies de la région. Aussi, dans le livre de Peter Ouspensky « À la recherche du miraculeux », il décrit certaines coutumes étranges que Gurdjieff observait chez les garçons yézidis : « ll m'a dit, entre autres, que quand il était enfant, il avait souvent observé comment les garçons yézidis ne pouvaient pas sortir d'un cercle tracé autour d'eux sur le sol » (p. 36).
Idries Shah, penseur soufi écrivant sous le nom de plume Arkon Daraul, dans le livre de 1961 Sociétés secrètes hier et aujourd'hui, décrit la découverte d'une société secrète influencée par les Yézidis dans la banlieue de Londres appelée « l'Ordre de l'ange paon ». Shah a affirmé que Tawûsê Melek pouvait être compris, du point de vue soufi, comme une allégorie des pouvoirs supérieurs de l'humanité.
Dans l'histoire de HP Lovecraft The Horror at Red Hook, certains des étrangers meurtriers sont identifiés comme appartenant au « clan Yezidi des adorateurs du diable ».
Dans le roman de la série Aubrey-Maturin de Patrick O'Brian, La Lettre de Marque, qui se déroule pendant les guerres napoléoniennes, il y a un personnage yézidi nommé Adi. Son appartenance ethnique est appelée « Dasni ».
Un personnage fictif de Yazidi à noter est le super-puissant policier King Peacock de la série Top 10 (et des bandes dessinées associées). Il est dépeint comme un personnage gentil et paisible avec une vaste connaissance de la religion et de la mythologie. Il est décrit comme conservateur, éthique et très attaché à la vie de famille. Adepte des arts martiaux incroyablement puissant, il est capable de percevoir et de frapper les points les plus faibles de son adversaire, un pouvoir qui, selon lui, est dérivé de la communication avec Malek Taus (l'Ange Paon).

#### Dans les mémoires de l'armée américaine
Dans les mémoires de son service dans une unité de renseignement de la 101e division aéroportée de l'armée américaine en Irak en 2003 et 2004, Kayla Williams (2005) rapporte qu'elle était stationnée dans le nord de l'Irak, près de la frontière syrienne, dans une zone habitée par des Yézidis. Selon Williams, certains Yézidis parlaient kurde mais ne se considéraient pas comme kurdes et lui ont exprimé un penchant pour l'Amérique et Israël. Elle n'a pu en apprendre qu'un peu sur la nature de leur religion : elle la trouvait très ancienne et préoccupée par les anges. Elle décrit un sanctuaire yézidi au sommet d'une montagne comme « un petit bâtiment en pierre avec des objets suspendus au plafond » et des alcôves pour le placement des offrandes. Elle a rapporté que les musulmans locaux considéraient les Yézidis comme des adorateurs du diable.
Dans un article publié en octobre 2006 dans The New Republic, Lawrence F. Kaplan fait écho aux sentiments de Williams sur l'enthousiasme des Yézidis pour l'occupation américaine de l'Irak, en partie parce que les Américains les protègent de l'oppression des militants musulmans et des Kurdes voisins. Kaplan note que la paix et le calme de Sinjar sont pratiquement uniques en Irak : « Les parents et les enfants bordent les rues lorsque les patrouilles américaines passent, tandis que les religieux yézidis prient pour le bien-être des forces américaines ».

## Persécution des Yézidis
La croyance de certains adeptes en d'autres religions monothéistes de la région que l'Ange Paon équivaut à leur propre esprit maléfique non racheté. La diabolisation et l'assimilation à Satan, a provoqué des siècles de persécution de Yézidis, considérés comme « adorateurs du diable »,.

### Sous l'Empire ottoman
Une grande communauté yézidie existait en Syrie, mais elle a décliné en raison de persécutions perpétrées durant l'empire ottoman,. Plusieurs expéditions punitives ont été organisées contre les Yézidis par les gouverneurs ottomans (wāli) de Diyarbakir, Mossoul et Bagdad. L'objectif de ces persécutions était la conversion forcée des Yézidis à l'islam sunnite hanafi de l'Empire ottoman.

### Dans l'Irak post-invasion
Le 7 avril 2007, une foule de 2 000 Yézidis a lapidé à mort une Irakienne de religion yézidie de 17 ans, Du'a Khalil Aswad,. Les rumeurs selon lesquelles la lapidation était liée à sa prétendue conversion à l'islam ont provoqué des représailles contre les Yézidis par les sunnites, y compris le massacre de Mossoul en 2007. En août 2007, quelque 500 Yézidis ont été tués dans une série coordonnée d'attentats à la bombe à Qahtaniya qui est devenue l'attaque suicide la plus meurtrière depuis le début de la guerre en Irak. En août 2009, au moins 20 personnes ont été tuées et 30 blessées dans un double attentat-suicide dans le nord de l'Irak, a déclaré un responsable du ministère de l'Intérieur irakien. Deux kamikazes armés de gilets explosifs ont mené l'attaque dans un café de Sinjar, à l'ouest de Mossoul. À Sinjar, de nombreux habitants de la ville sont membres de la minorité yézidie.

### Par l'État islamique d'Irak et du Levant (EIIL)

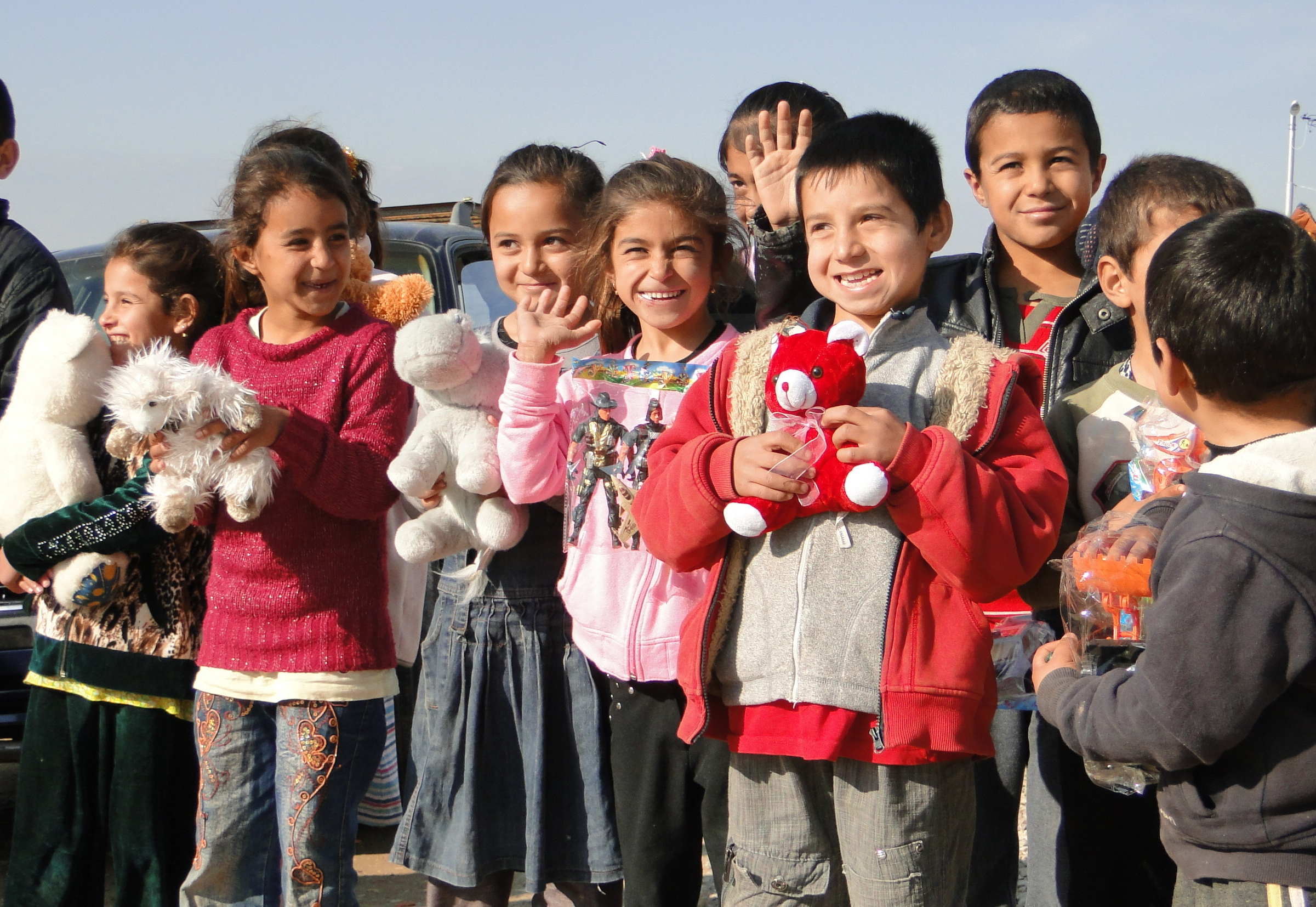
Defend International a fourni une aide humanitaire aux réfugiés yézidis au Kurdistan irakien en décembre 2014.

En 2014, avec les gains territoriaux du groupe militant salafiste se faisant appeler État islamique d'Irak et du Levant (EIIL), la population yézidie irakienne a connu de nombreux bouleversements. L'EIIL capture Sinjar en août 2014 à la suite du retrait des troupes peshmerga de Masoud Barzani, forçant jusqu'à 50 000 Yézidis à fuir dans la région montagneuse des Monts Sinjar. Début août, la ville de Sinjar était presque déserte car les forces kurdes peshmerga n'étaient plus en mesure d'empêcher les forces de l'EIIL d'avancer. L'EIIL avait précédemment déclaré que les Yézidis étaient des adorateurs du diable et avait pris les deux petits champs pétrolifères voisins et la ville de Zumar dans le cadre d'un plan visant à tenter de saisir le barrage hydroélectrique de Mossoul. Jusqu'à 200 000 personnes (dont environ 40 000 Yézidis ) ont fui la ville avant qu'elle ne soit capturée par les forces de l'EIIL, faisant craindre une tragédie humanitaire. Aux côtés des Yézidis locaux fuyant Sinjar se trouvaient des Yézidis (et des chiites) qui ont fui vers la ville un mois plus tôt lorsque l'EIIL a pris la ville de Tall Afar.
La plupart de la population fuyant Sinjar s'est retirée en parcourant les montagnes voisines dans le but ultime d'atteindre Dohuk au Kurdistan irakien (normalement cinq heures de route en voiture). Des inquiétudes pour les personnes âgées et celles dont la santé est fragile ont été exprimées par les réfugiés, qui ont fait part aux journalistes de leur manque d'eau. Selon des informations provenant de Sinjar, des Yézidis malades ou âgés qui ne pouvaient pas faire le voyage étaient exécutés par l'EIIL. Le parlementaire yézidi Haji Ghandour a déclaré aux journalistes : « Au cours de notre histoire, nous avons subi 72 massacres. Nous craignons que Sinjar ne soit le 73e ».
Les groupes des Nations Unies disent qu'au moins 40 000 membres des Yézidis, dont beaucoup de femmes et d'enfants, se sont réfugiés dans neuf endroits sur le mont Sinjar, un massif escarpé de 1 400 m de hautes crêtes identifiée dans la légende locale comme le dernier lieu de repos de l'arche de Noé, ont fait face au massacre des djihadistes, certains ont fui, ou sont morts par déshydratation, d'autres sont restés. Entre 20 000 et 30 000 Yézidis, pour la plupart des femmes et des enfants, assiégés par l'EIIL, se sont échappés de la montagne après que les Unités de protection du peuple (YPG) et le Parti des travailleurs du Kurdistan (PKK) soient intervenues pour arrêter l'EIIL et ont ouvert un couloir humanitaire pour eux aidant à traverser le Tigre jusqu'au Rojava. Certains Yézidis ont ensuite été ramenés au Kurdistan irakien par les peshmerga et les forces des YPG, ont déclaré des responsables kurdes,.
Leur sort a reçu une couverture médiatique internationale qui a conduit le président des États-Unis Barack Obama à autoriser des parachutages humanitaires de repas et d'eau à des milliers de minorités religieuses yézidies et chrétiennes piégées sur la montagne Sinjar. Le président Obama a également autorisé des « frappes aériennes ciblées » contre des militants islamiques pour soutenir la minorité religieuse assiégée et pour protéger le personnel militaire américain dans le nord-ouest de l'Irak,. L'aide humanitaire américaine a commencé le 7 août 2014 la Royal Air Force britannique contribuant par la suite à l'effort de secours. Lors d'une réunion d'urgence à Londres, le premier ministre australien Tony Abbott a également promis un soutien humanitaire tandis que les nations européennes ont joint les États-Unis pour aider à armer les combattants peshmerga aidant les Yézidis avec des armes plus avancées.
Plus tard, des combattants du PKK et des YPG avec des Peshmergas et le soutien des frappes aériennes américaines ont aidé le reste des Yézidis piégés à s'échapper de la montagne,. Un travailleur humanitaire participant à l'opération d'évacuation a décrit les conditions sur le mont Sinjar comme « un génocide », ayant été témoin visuel de centaines de cadavres. Des filles yézidies en Irak qui auraient été violées par des combattants de l'EIIL se sont suicidées en sautant des falaises du mont Sinjar, comme décrit dans une déclaration de témoin. À Sinjar, l'EIIL a détruit un sanctuaire chiite et a exigé que la population restante se convertisse à sa version de l'islam, paie la jizya (une taxe religieuse) ou soit exécutée.
Les femmes capturées sont traitées comme des esclaves sexuelles ou des butins de guerre, certaines sont poussées au suicide. Les femmes et les filles qui se convertissent à l'islam sont vendues comme mariées, celles qui refusent de se convertir sont torturées, violées et finalement assassinées. Les bébés nés dans les prisons de femmes sont enlevés à leur mère et leur sort est inconnu,. Nadia Murad, une militante des droits humains yézidie et lauréate du prix Nobel de la paix 2018, a été enlevée et utilisée comme esclave sexuelle par l'EIIL en 2014.
Haleh Esfandiari du Woodrow Wilson International Center for Scholars a mis en évidence les mauvais traitements infligés aux femmes de la région par les militants de l'EIIL après leur capture d'une zone. « Ils emmènent généralement les femmes plus âgées dans un marché aux esclaves de fortune et essaient de les vendre. Les plus jeunes filles sont violées ou mariées à des combattants », a-t-elle dit, ajoutant : « C'est basé sur des mariages temporaires, et une fois que ces combattants ont eu des relations sexuelles avec ces jeunes filles, ils les transmettent simplement à d'autres combattants ». Parlant des femmes yézidies capturées par l'EIIL, Nazand Begikhani a déclaré : « Ces femmes ont été traitées comme du bétail. Elles ont été victimes de violences physiques et sexuelles, notamment de viols systématiques et d'esclavage sexuel. Elles ont été exposées sur les marchés de Mossoul et de Raqqa, en Syrie, portant sur elles des étiquettes mentionnant leur prix ». Le Dr Widad Akrawi a déclaré que l'EIIL utilise l'esclavage et le viol comme armes de guerre.
En septembre 2014, Defend International a lancé une campagne mondiale intitulée « Sauver les Yézidis : le monde doit agir maintenant » pour sensibiliser le public à la tragédie des Yézidis à Sinjar et coordonner les activités d'intensification des efforts visant à sauver les Yézidis et les chrétiens, femmes et filles, capturés par l'EIIL. En octobre 2014, les Nations Unies ont signalé que plus de 5 000 Yézidis avaient été assassinés et 5 000 à 7 000 (principalement des femmes et des enfants) avaient été enlevés par l'EIIL. Le même mois, la présidente de Défend International a dédié son prix international Pfeffer pour la paix 2014 aux Yézidis. Elle a demandé à la communauté internationale de veiller à ce que les victimes ne soient pas oubliées ; ils devraient être secourus, protégés, pleinement assistés et indemnisés équitablement.
L'Etat islamique a, dans son magazine numérique Dabiq, explicitement revendiqué une justification religieuse pour asservir les femmes yézidies. En décembre 2014, Amnesty International a publié un rapport,. Malgré l'oppression que les femmes Yézidies ont subie, elles sont apparues aux informations comme des justifications de représailles. Elles ont reçu une formation et ont pris position en première ligne des combats, représentant environ un tiers des forces de la coalition kurde-yézidie, et se sont distingués en tant que soldats.
En juillet 2021, le Journal du dimanche (JDD) avance que plusieurs centaines d’esclaves yézidis – souvent des enfants – seraient toujours retenus par leurs ravisseurs partis vivre en Turquie avec leurs familles. La majorité des esclaves yézidis encore détenus en Turquie le seraient par des anciens combattants de l’Etat islamique ralliés à l’Armée nationale syrienne (ANS). Fawzia Amin Sido (en), enlevée et réduite à l'esclavage depuis 10 ans par un palestinien de Daech et emmenée dans la Bande de Gaza, a été libérée à Gaza, début octobre 2024, au cours d'une opération impliquant Israël et les États-Unis,,.